# Barbares (roman)
Barbares (titre original : Barbarians) est un roman court de science-fiction écrit par Rich Larson, paru en 2024 puis traduit en français et publié aux éditions Le Bélial' en 2023.

## Résumé
Yanna et Hilleborg, deux contrebandiers de l'espace, sont engagés par deux jumeaux fortunés pour visiter la carcasse d'un nagevide, une créature gigantesque de la taille d'une petite planète et qui a été capturé par la gravité d'une géante gazeuse. Cette expédition est risquée de par les créatures parasites qui vivent sur une telle bête mais également à cause des différents gaz nocifs émis par la carcasse en décomposition. Yanna accompagne les deux jumeaux tandis que Hilleborg, réduit à l'état de simple tête depuis un séjour en prison, reste sur le vaisseau avec lequel il est interfacé. À la suite d'une rencontre avec la faune locale prédatrice ayant failli mal tourné, les deux jumeaux révèlent à Yanna la véritable raison de leur expédition : une chasse d'un trésor familial enfoui dans un caveau caché dans la bête par leur grand-mère et que seul un de ses descendants génétiques peut ouvrir. En échange de la moitié de la valeur de ce qui sera trouvé, Yanna accepte de les aider. Mais assez vite arrive un vaisseau avec à son bord la sœur des jumeaux qui désire elle-aussi récupérer le trésor, et cela à n'importe quel prix...